# پیاجیو پی.-۷
پیاجیو پی. -۷ (به انگلیسی: Piaggio_P.7) یک هواگرد ملخ‌پیشین تک‌موتوره از نوع  هواپیمای آب‌نشین ساخت شرکت Piaggio است. هواگرد پیاجیو پی. -۷ نخستین پروازش را در None (water trials conducted in 1929) میلادی انجام داد. در مجموع، تعداد ۱ فروند از این هواگرد ساخته شده‌است.
طراح این هواگرد، Ing Giovanni Pegna بود.